# Fridhemsplan (tunnelbanestation)
Fridhemsplan är en station inom Stockholms tunnelbana vid Fridhemsplan i stadsdelen Kungsholmen i Stockholms innerstad. En av biljetthallarna ligger i stadsdelen Stadshagen.
Den består av två sammanbyggda stationsdelar, en för Gröna linjen och en för Blå linjen. En spårförbindelse finns mellan banorna. Denna består av endast ett spår och används för vagntransporter.
Den Blå linjen går till Hjulsta, Akalla och Kungsträdgården medan den Gröna linjen går från Hässelby strand till Farsta strand, Skarpnäck och Hagsätra.

## Stationen för Gröna linjen
Denna del ligger i berget under kvarteren Väktaren och Arbetaren ungefär från Drottningholmsvägen/Fridhemsgatan till S:t Eriksgatan/Fleminggatan och togs i bruk den 26 oktober 1952 när tunnelbanan Hötorget–Vällingby invigdes. Plattformen ligger cirka 18 meter under marken och 1,3 m ö.h. Stationsdelen ligger mellan stationerna Thorildsplan och S:t Eriksplan. Avståndet till station Slussen är 4,9 kilometer. Arkitekt var Gunnar Lené.

## Stationen för Blå linjen
Denna del ligger i berget under kvarteren Knoppen och Herden ungefär från Fridhemsgatan/S:t Göransgatan till Mariebergsgatan nära Fleminggatan och togs i bruk den 31 augusti 1975, när Blå linjen invigdes. Plattformen ligger cirka 28–31 meter under marken mellan stationerna Rådhuset och Stadshagen. Avståndet från Blå linjens ändstation Kungsträdgården i Stockholm är 2,1 kilometer.
Plattformen för Blå linjen är den 6:e djupast belägna på hela tunnelbanenätet (tillsammans med Sundbybergs centrum), belägen 11,5 meter under havet.[källa behövs]

## Biljetthallar
En biljetthall är belägen vid Fridhemsplan med entréer från Drottningholmsvägen 28 och Fridhemsgatan 20. Hallen ligger i gatuplan med rulltrapps- och hissförbindelser till såväl Grön som Blå linje. 
En biljetthall är belägen i korsningen Fleminggatan/S:t Eriksgatan. Den ligger under gatuplanet och nås från nedgångar i alla gathörn samt från Västermalmsgallerian. Hiss- och rulltrappsförbindelser till plattformarna.
En mindre biljetthall är belägen nära S:t Görans kyrka. Den ligger under gatuplan med entré från Mariebergsgatan. Förbindelse primärt med Blå linjens plattform.
En gångförbindelse finns mellan Grön och Blå linje.

## Konstnärlig utsmyckning
Flera konstnärer har bidragit till stationens konst.
Ingegerd Möller, med flera föremål med strandanknytning, bland annat en blekingeeka, fyra glasmontrar med strandfynd från Hamburgön i Bohuslän, i mittvalvet en träfågel med 3 meters vingbredd av Torsten Renqvist.
På torget under Fleminggatan/S:t Eriksgatan finns en skulptur föreställande Carl von Linné och en keramikvägg (25×2,5 meter) av Dimas Macedo, gåva från Metropolitano de Lisboa i Portugal.

## Galleri

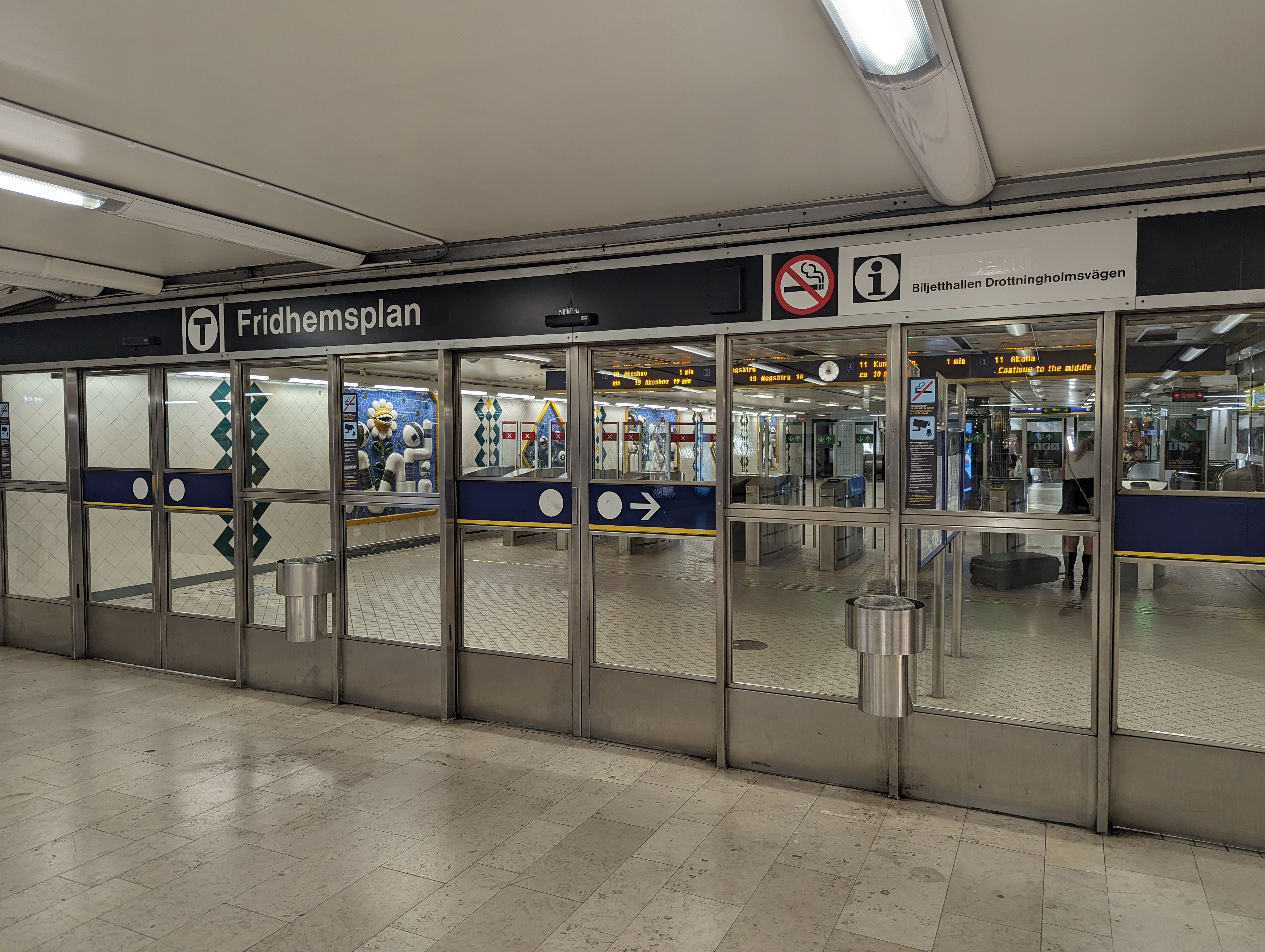
Entrén vid Fleminggatan / S:t Eriksgatan
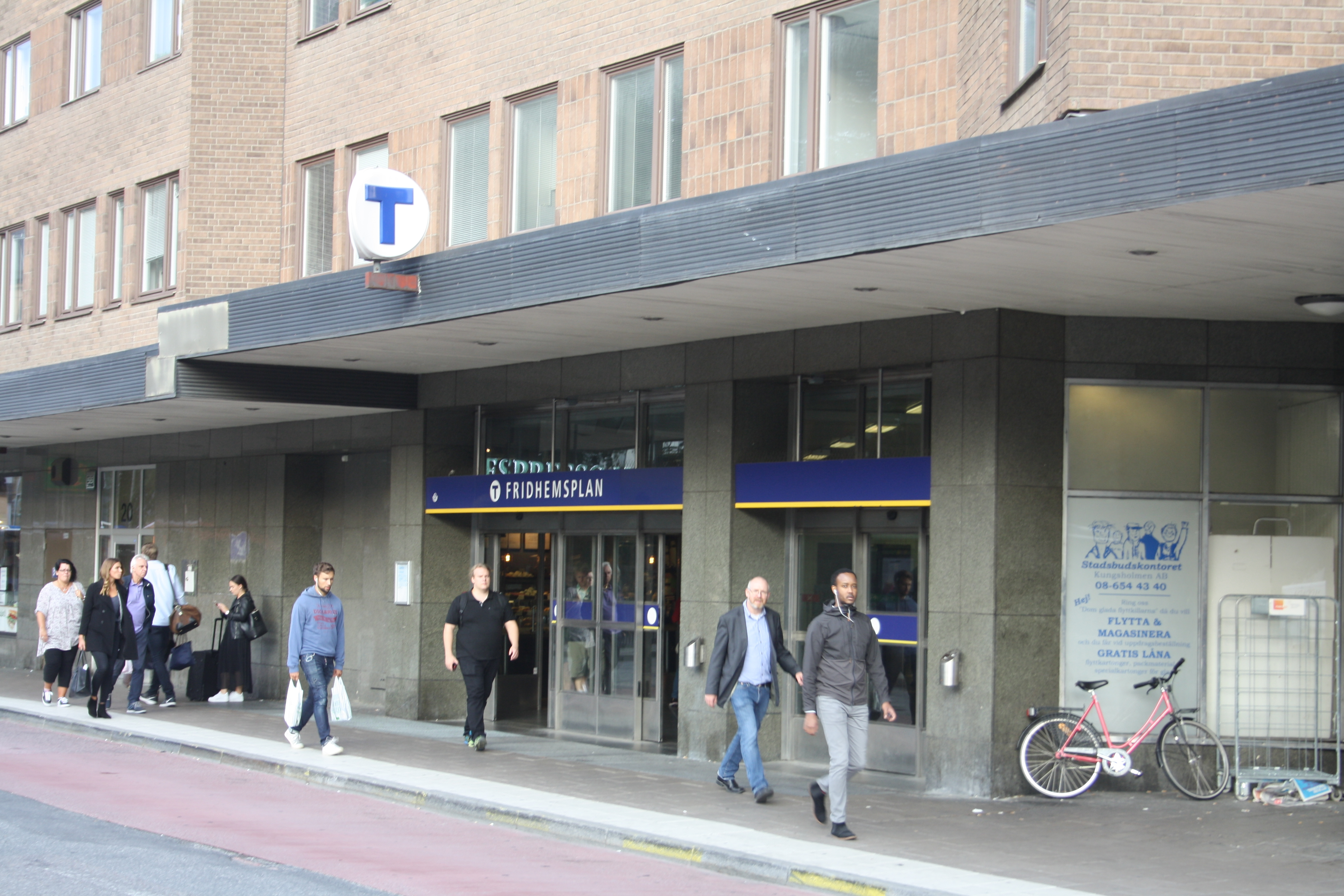
Entrén vid Fridhemsplan
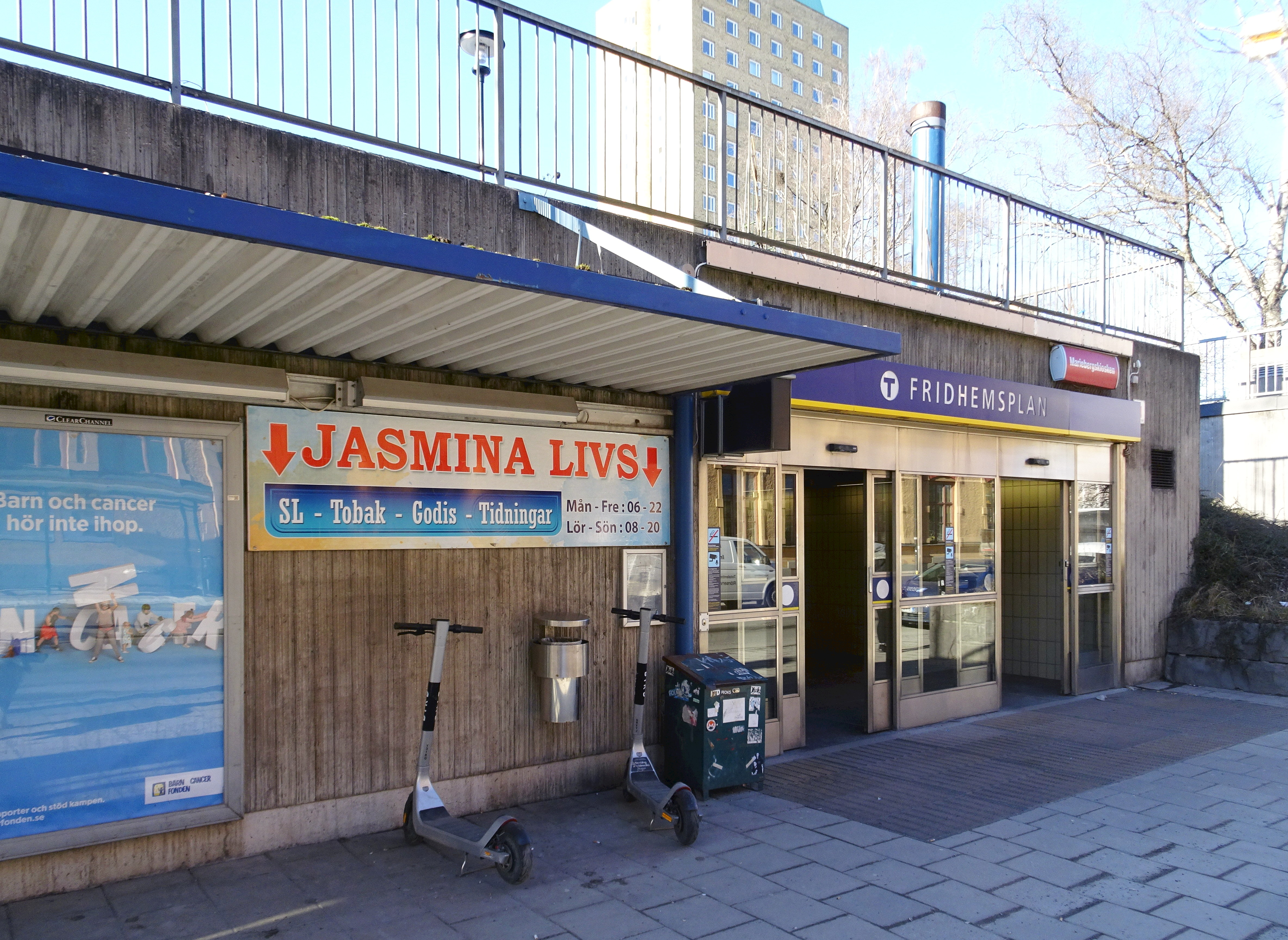
Entrén vid Mariebergsgatan
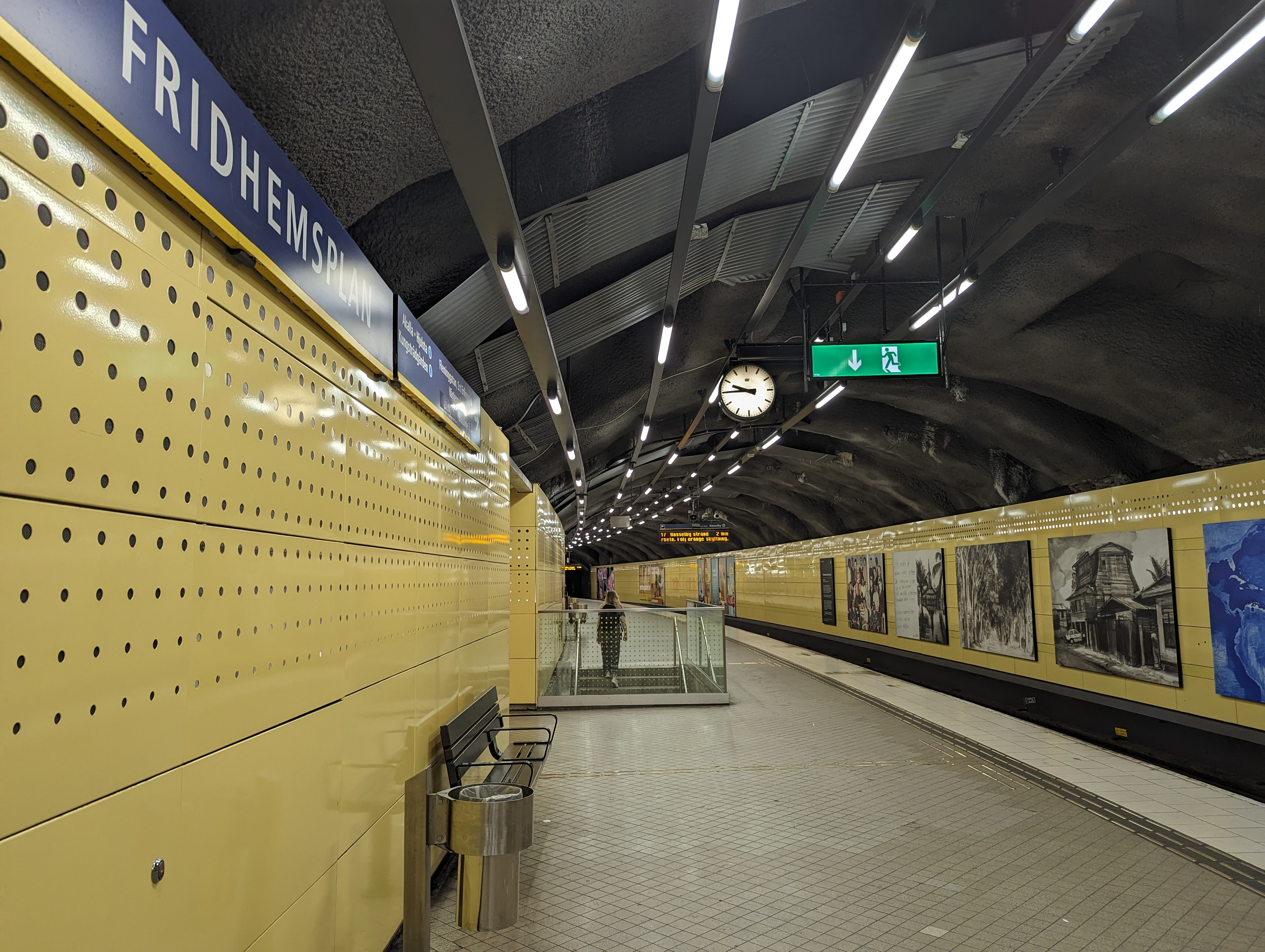
Gröna linjen
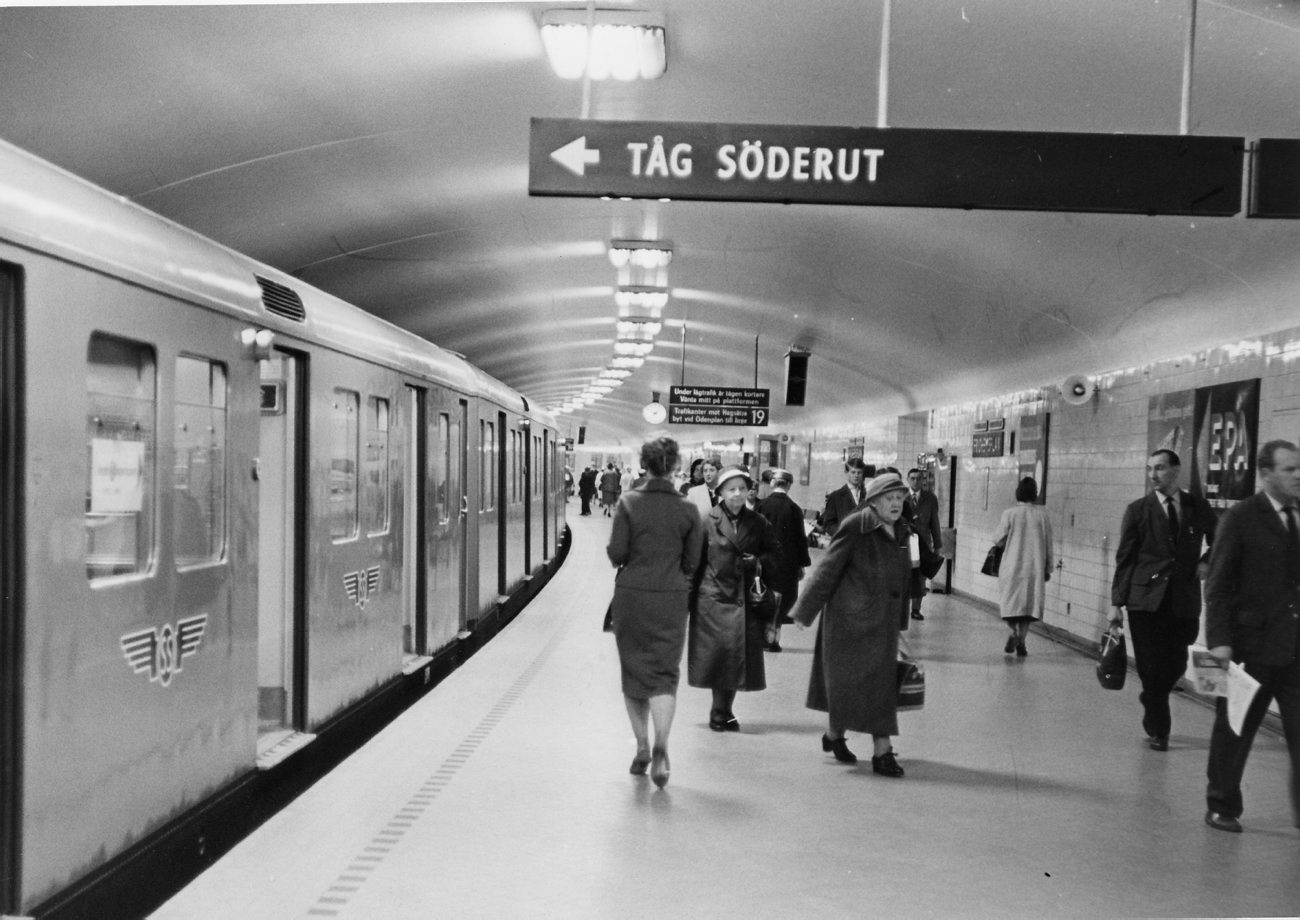
Äldre bild från perrongen för gröna linjen
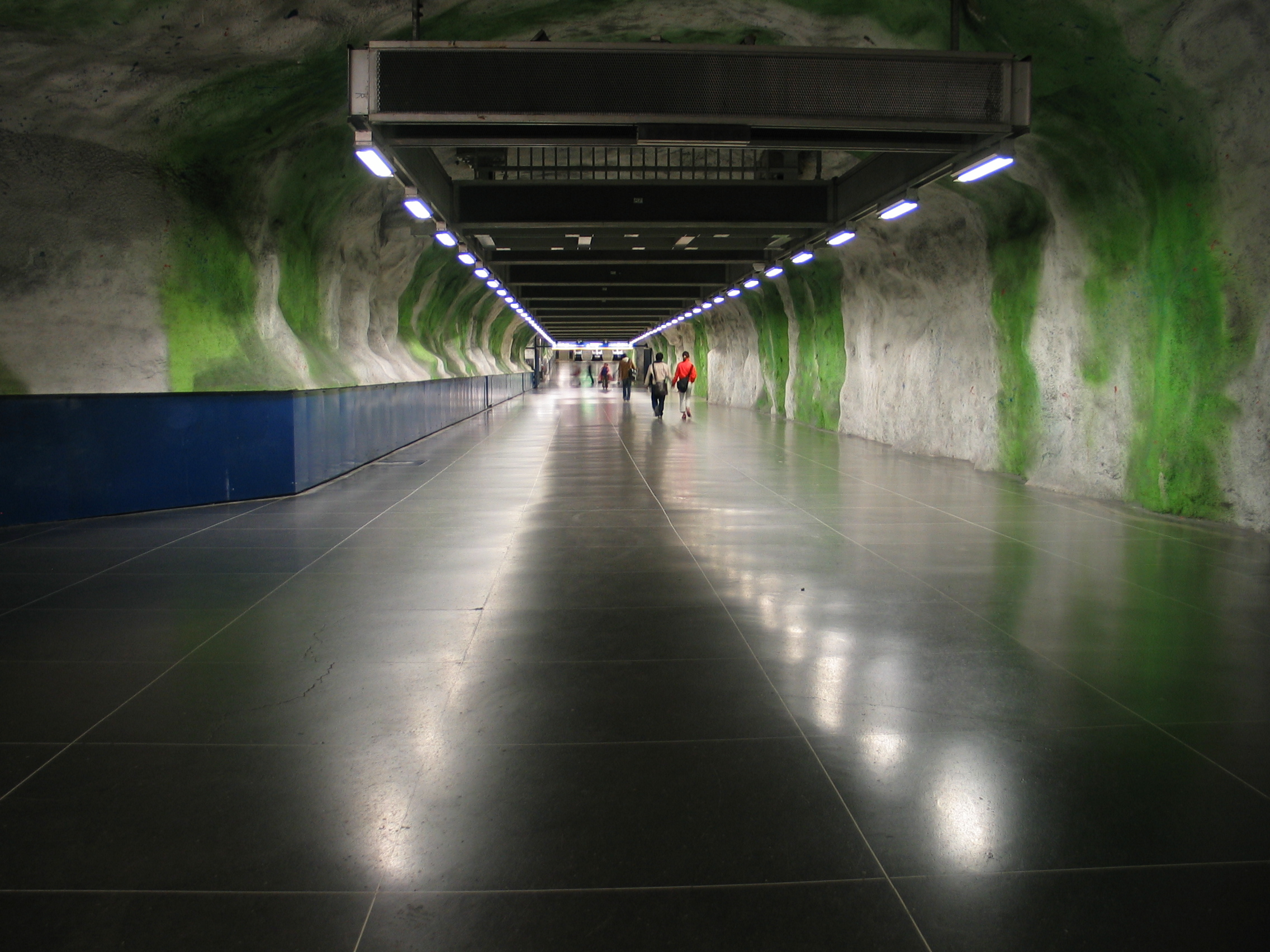
Tunnel mellan gröna och blå linjen
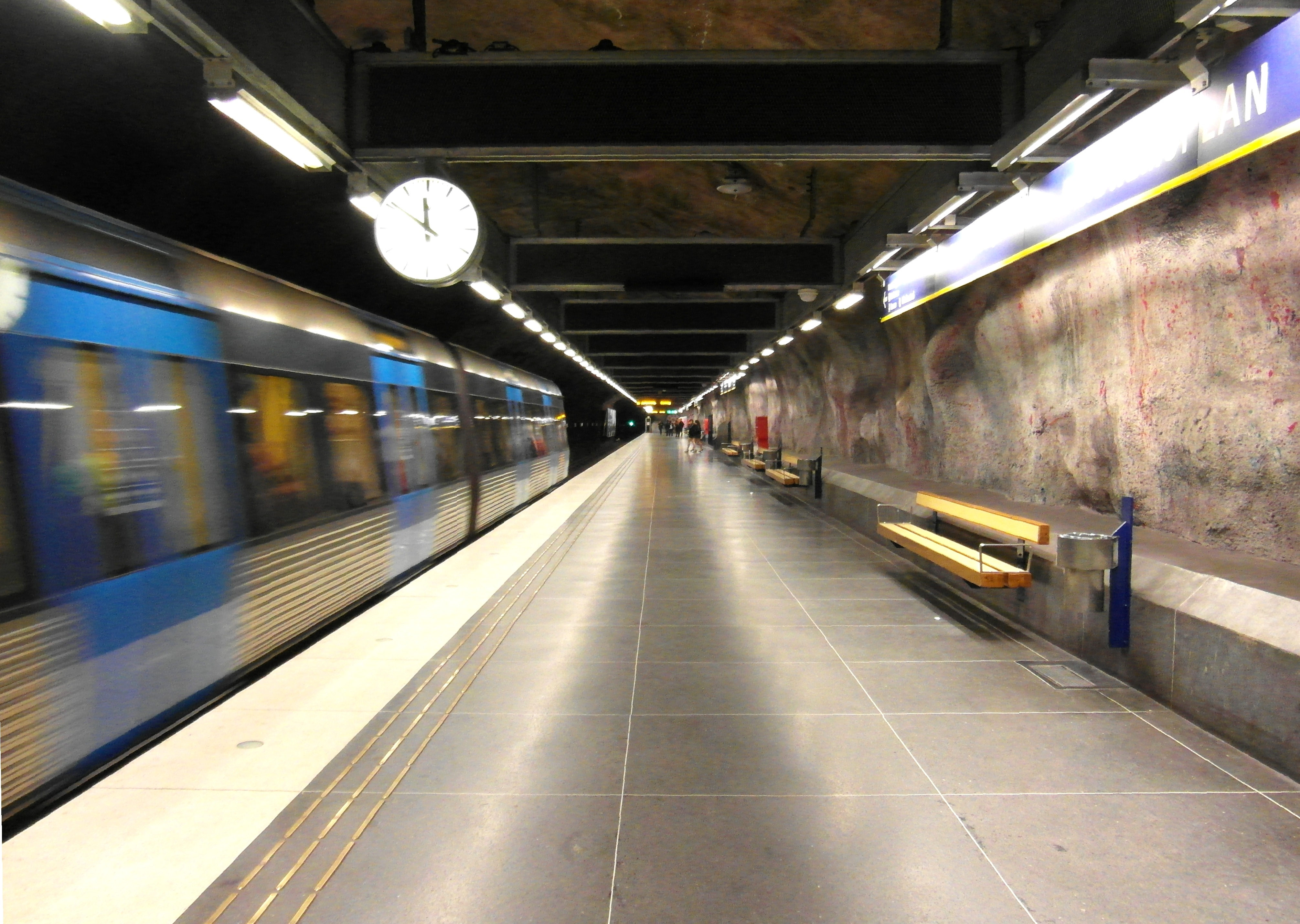
Blå linjen
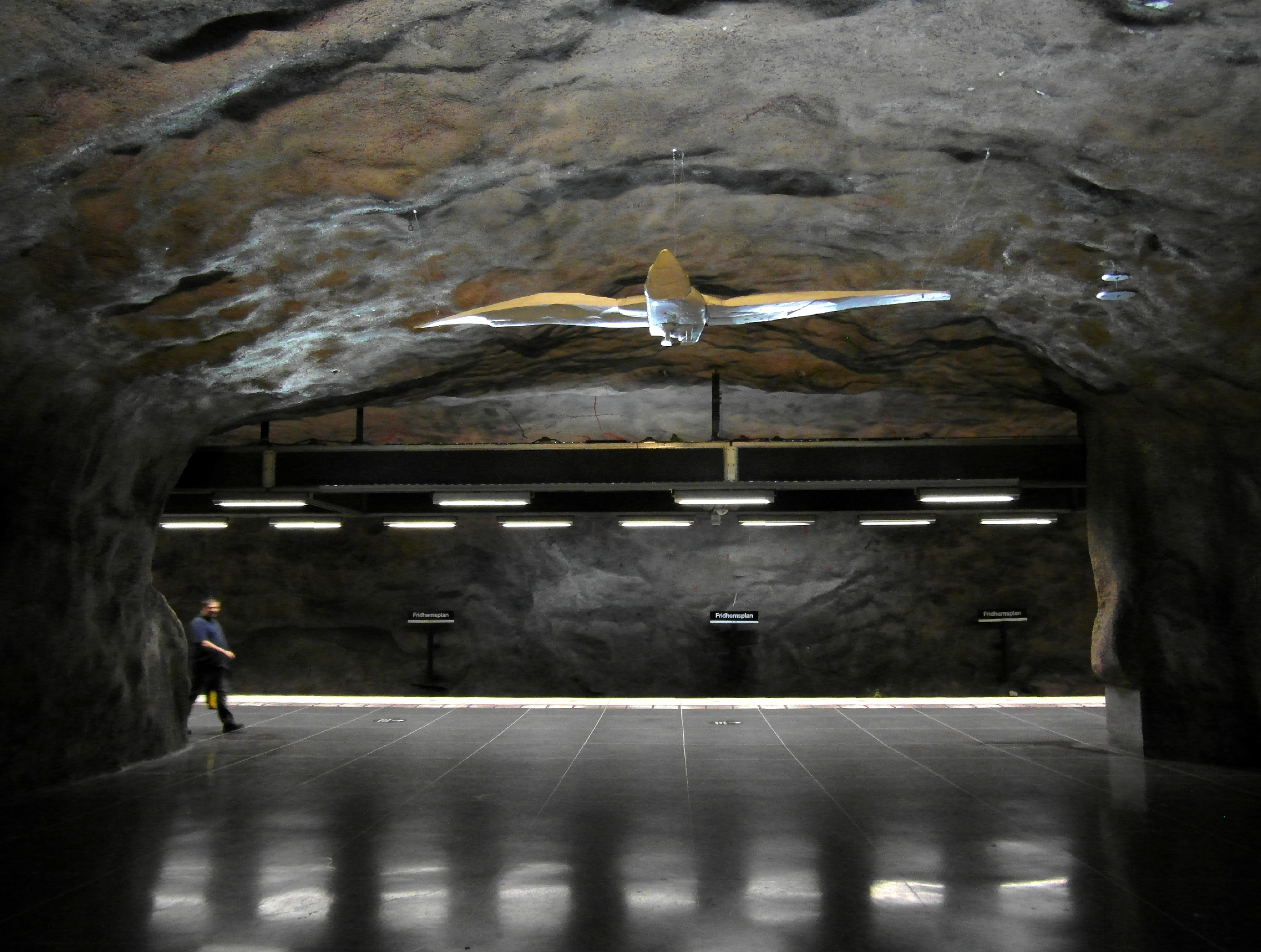
Blå linjen
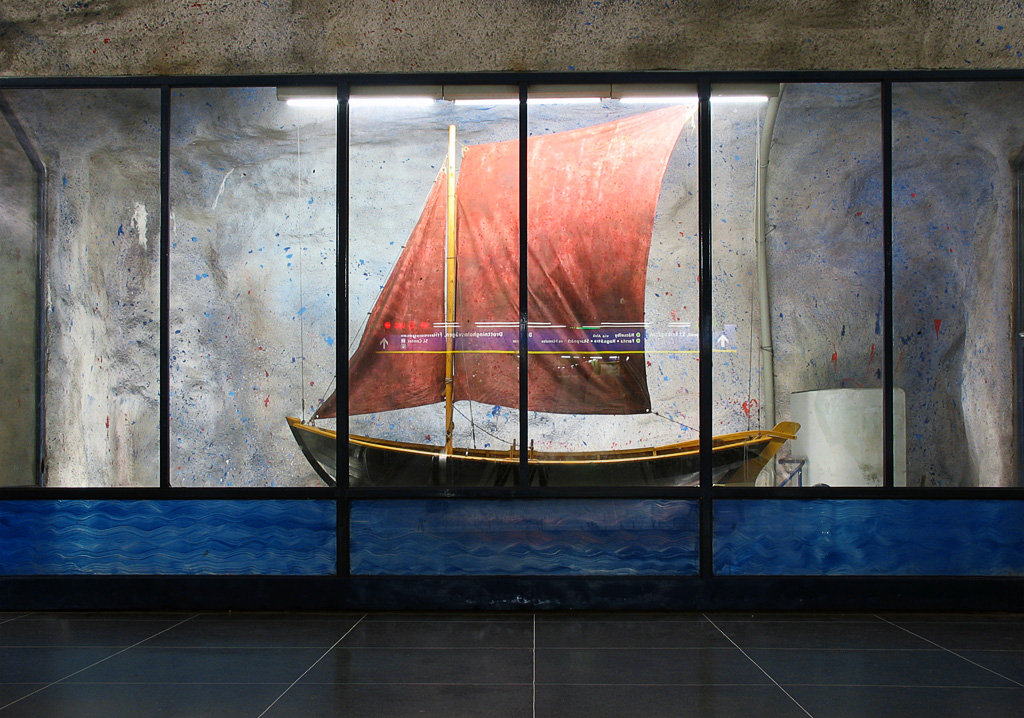
En blekingeeka i full storlek upphängd i en monter på Blå linjen.